# 바쿠 유나이티드 풋살 클럽
바쿠 유나이티드 FC(Baku United FC)는 런던을 연고로 하는 잉글랜드의 풋살 선수단이다.

## 우승 기록
- FA 내셔널 풋살 리그
  - 우승 (2): 2012-13, 2013-14
- FA 풋살컵
  - 우승 (1): 2014

## 같이 보기
- FA 내셔널 풋살 리그